# Львовское высшее военно-политическое училище
Львовское высшее военно-политическое ордена Красной Звезды училище (укр. Львівське вище військово-політичне училище) — учебное учреждение (высшее военно-политическое училище) в системе военного образования Министерства обороны Союза ССР.
Училище осуществляло подготовку офицеров по специальностям: «культурно-просветительная работа» и «военная журналистика» для всех родов войск (сил) видов Вооружённых Сил СССР, спецвойск и спецслужб. Срок обучения 4 года. По окончании училища присваивалось воинское звание лейтенанта, квалификация офицера с высшим военно-политическим образованием и вручался диплом общесоюзного образца. В военно-политические училища принимались военнослужащие срочной и сверхсрочной службы, выпускники Суворовских военных и Нахимовского военно-морского училищ, прапорщики и мичманы, а также гражданская молодёжь из числа членов и кандидатов в члены КПСС и комсомольцев, рекомендуемых политорганом или районным (городским) комитетом ВЛКСМ проявивших желание и годных по состоянию здоровья для службы в ВС СССР. Дислокации: город Львов, Гвардейская улица, дом № 32.

## История
18 ноября 1939 года на основании директивы Генерального штаба РККА создано военно-политическое училище с дислокацией в г. Брянске Орловской области — Брянское военно-политическое училище.
В январе 1940 года два курсантских батальона (по пять рот в каждом) приступили к занятиям.
18 января 1941 года училище производит свои первый досрочный выпуск — 528 курсантам присвоено звание младшего политрука.
1939—1941 годы — период становления училища. За это время оно подготовило для Красной Армии 941-го политработника.
С августа по октябрь 1941 года училище эвакуируется в г. Бобров Воронежской области.
В связи с приближением фронта с октября 1941 года по апрель 1944 года училище дислоцируется в г. Халтурине Кировской области. Личный состав учебного заведения принял активное участие в сборе денежных средств на постройку танковой колонны.
За годы Великой Отечественной войны им подготовлено свыше 8 тысяч офицеров-политработников. За мужество в годы войны 16 воспитанникам учреждения присвоено звание Героя Советского Союза: В. С. Агееву, М. А. Булатову, М. Г. Булдакову, И. А. Василенко, А. Н. Волохову, М. Г. Гайнутдинову, П. Е. Гора, П. А. Дудчику, Ф. П. Ефремову, М. Г. Замуле, Н. Я. Казакову, Н. Г. Колосову, Л. П. Ляхову, И. Я. Пичугину, М. В. Филимонову, Н. М. Якупову. Окончил училище и полный кавалер ордена Славы В. Ф. Кириленко.
Согласно директиве начальника Главного Политического управления Красной Армии от 11 августа 1944 года училище переводится в г. Харьков и дислоцируется там до 1947 года, в связи с чем переименовывается в Харьковское военно-политическое училище Красной Армии. Курсанты привлекаются к оказанию помощи жителям освобожденных районов в восстановлении народного хозяйства. В октябре 1945 года училище переходит на штат мирного времени и двухлетний срок обучения. В ноябре 1946 года — первый послевоенный выпуск.
В марте 1947 года учебное заведение передислоцируется в г. Львов. Согласно приказу Министра Вооружённых Сил СССР от 4 сентября 1947 года ему присваивается новое наименование — Львовское военно-политическое училище. Свой первый выпуск во Львове училище производит в 1950 году. В 1949 году штат училища расширяется за счёт включения 10-месячных курсов переподготовки редакторов дивизионных и армейских газет. Первый выпуск редакторов многотиражек состоялся в июле 1950 года. В 1951 году учебное заведение расформировано.
Согласно приказу Военного Министра СССР от 5 июня 1951 года его базе создаются Львовские курсы по подготовке политсостава Советской Армии. Курсанты имели возможность пройти артиллерийский, танковый или газетный цикл обучения. С 11 декабря 1955 года в соответствии с директивой Генерального штаба Советской Армии курсы получают название — Львовские курсы политсостава Советской Армии.
С 15 апреля 1958 года согласно директиве Генерального штаба Вооружённых Сил учебное заведение получает новое наименование — Львовское военно-политическое училище Советской Армии и начинает готовить работников военных культурно-просветительных учреждений и редакций военных газет. В составе училища действуют курсы подготовки политсостава Сухопутных войск. В июле 1961 г. состоялся первый выпуск культпросветработников и военных журналистов, окончивших полный курс военно-политического училища.
30 декабря 1961 года Совет Министров СССР постановлением № 1166—497 преобразовывает ЛВПУ СА в Львовское высшее военно-политическое училище Советской Армии и Военно-Морского Флота. С этого же года училище начинает готовить специалистов для социалистических и развивающихся стран. Вместе с советскими курсантами в училище обучались курсанты и слушатели из Восточной Европы, Азии, Африки и Латинской Америки. 25 июля 1963 года состоялся первый выпуск офицеров с высшим военно-политическим образованием.
Постановлением ЦК КПСС от 21 января 1967 года «О мерах по улучшению партийно-политической работы в Советской Армии и Военно-Морском флоте» вводится институт заместителей командиров рот, батарей, эскадрилий по политической части, что предусматривает создание сети высших военно-политических училищ по подготовке политработников с учётом специфики видов Вооружённых Сил СССР. В марте — июне 1967 года было образовано 8 высших военно-политических училищ, а к концу 90-х годов в Советском Союзе было уже 11 высших военно-политических училищ, а также одно Высшее политическое училище МВД СССР, и одно Высшее пограничное политическое училище КГБ СССР. В соответствии с приказом Министра обороны СССР от 15 июня 1967 года ЛВПУ СА и ВМФ с сохранением профиля подготовки курсантов переименовывается в Львовское высшее военно-политическое училище.
В 1965 году футбольная команда училища — «ЛВВПУ» стала финалистом, а в 1966 и 1968 годах, обладателем Кубка УССР среди коллективов физкультуры.
До начала 1970-х годов училище принципиально не принимало юношей, не прослуживших хотя бы полгода в армии или на флоте.
За большие заслуги в подготовке офицерских кадров для Вооружённых Сил СССР и в связи с 30-летием Победы советского народа в Великой Отечественной войне 1941-1945 гг. указом Президиума Верховного Совета СССР от 30 апреля 1975 года училище было награждено орденом Красной Звезды.
В 1978 году за успешную деятельность по повышению боеготовности вооружённых сил Чехословацкой Социалистической Республики ЛВВПУ было награждено орденом Красной Звезды ЧССР.
Команда КВН училища «Эскадрон гусар» принимала участие во втором фестивале команд КВН «КиВиН 1991» (проходивший в г. Тюмени), после чего была приглашена в высшую лигу КВН в которой играла два сезона — в 1991 и 1992 году.
Члены туристического клуба «Пламя» ЛВВПУ неоднократно становились призёрами чемпионатов ВС СССР, региональных и окружных соревнований. На его базе разрабатывались новые методики ведения военно-туристической деятельности, осуществлялась подготовка квалифицированных инструкторов-специалистов по горной и спелеологической подготовке для Вооружённых Сил СССР.
В 1991 году в связи с распадом СССР значительная часть учреждений культуры и СМИ Вооружённых Сил стала принадлежать вновь образовавшимся суверенным государствам. Большая часть курсантов последнего курса училища уехала в Москву. В этот сложный момент начальник Управления культуры Комитета по работе с личным составом Вооружённых Сил РФ генерал-майор Якимов В. И. и его заместитель капитан 1 ранга Попов В. П. предприняли решительные действия по сохранению кадрового потенциала. Руководством комитета по работе с личным составом в соответствии с представлением Управления культуры было принято решение осуществить выпуск прибывших в Москву курсантов последнего курса ЛВВПУ на базе Гуманитарной академии Вооружённых Сил Российской Федерации, который и был произведён в 1992 году.
В апреле 1992 года, по договоренности с украинской стороной о передаче в состав академии после окончания учебного года всех курсантов, отказавшихся принимать присягу Украине, в российскую Гуманитарную академию Вооружённых Сил прибыло не менее 75 процентов личного состава ЛВВПУ. Вместе с курсантами в Россию убыли офицеры училища подполковник Колотило А. А., Марков А. А., капитан 1 ранга Наугольный А. М. и другие. Важную роль в организации переговоров сыграли заместитель начальника Гуманитарной академии генерал-лейтенант Золотарев О. В., в прошлом начальник ЛВВПУ, и отстраненный от должности последний начальник училища генерал-майор Пушнов И. А. Первый выпуск курсантов в ГАВС состоялся 30 мая 1992 года.
Для дальнейшего обучения курсантов, прибывших из Львова в Гуманитарной академии Вооружённых Сил был создан факультет культуры и журналистики, где с 1 июля 1992 года началась подготовка офицеров культурно-досуговой работы и офицеров-журналистов.
В соответствии с постановлением Кабинета министров Украины № 490 от 19.08.1992 года Львовское высшее военно-политическое ордена Красной Звезды училище было переименовано в Львовское высшее военное училище (Львівське вище військове училище  (укр.)) с одновременным прекращением набора курсантов и его последующей ликвидацией. Здания, сооружения и прилегающие территории подлежали передаче на баланс отделения военной подготовки при государственном университете «Львовская политехника», где в дальнейшем совместно министерствами обороны и образования стала проводиться подготовка студентов гуманитарного профиля Львовского государственного университета и Львовской государственной консерватории для присвоения офицерских званий.
6 ноября 1997 года согласно постановлению Кабинета министров Украины № 1220 отделение повышено до статуса военного института, в связи с чем ему присваивается и новое наименование — Военный институт государственного университета «Львовская политехника».
10 ноября 2000 года в соответствии с указом президента Украины № 1221/2000 институт получает почетное название ордена Красной Звезды и имени гетмана Петра Конашевича Сагайдачного в связи с чем ему присваивается и новое наименование — Львовский военный ордена Красной Звезды институт имени Петра Сагайдачного национального университета «Львовская политехника».
Постановлением Кабинета министров Украины № 381 от 26 мая 2005 года учебное заведение реорганизовано в Львовский ордена Красной Звезды институт сухопутных войск имени Петра Сагайдачного национального университета «Львовская политехника» и с 1 сентября 2006 года начинает осуществлять подготовку военных специалистов по всем специальностями сухопутных войск вооружённых сил Украины.
13 мая 2009 года правительство Украины приняло постановление № 467 о реорганизации учебного заведения путём его выведения из состава национального университета «Львовская политехника» и превращения в Академию сухопутных войск имени гетмана Петра Сагайдачного с созданием в её составе военного колледжа сержантов.

## Награды
- Орден Красной Звезды (1975);
- Орден Красной Звезды (ЧССР) (1978).

## Структура училища

### Факультеты
- Журналистики
  - Начальники:
    - полковник Орлов, Григорий Дмитриевич (недоступная ссылка)
- Культурно-просветительной работы
- Специальный
- Отделение заочного обучения

### Кафедры
- Журналистики
  - Начальники:
    - полковник кандидат исторических наук, доцент Свинаренко, Михаил Степанович
    - полковник кандидат исторических наук, доцент Ужегов, Тимофей Иванович
    - полковник Хамов, Виктор Иванович
    - полковник Падерин, Александр Александрович
    - полковник кандидат исторических наук, профессор Кривошея Григорий Петрович
    - полковник кандидат исторических наук, доцент Козлов Валерий Андреевич
- Марксистско-ленинской философии
- Партийно-политической работы
- Истории КПСС
- Научного коммунизма
- Политической экономии и военной экономики
- Военной педагогики и психологии
- Тактики и общевоенных дисциплин
- Иностранных языков
- Физической подготовки и спорта

## Начальники училища
- Устьянцев, А. Ф., батальонный комиссар (1939—1941)
- Лепехин, А. М., генерал-майор (1941—1944)
- Кораблев, А. С., кандидат философских наук, доцент, полковник (1944—1947)
- Загорулько, Г. Ф., полковник (1947—1952)
- Липенцев И.М., генерал-майор (1952—1970)
- Новиков В.П., генерал-майор (1970—1974)
- Зиновьев, В. К., генерал-майор (1974—1981)
- Паршутин Н.А., полковник (1981—1983)
- Золотарев О.В., генерал-лейтенант (1983—1987)
- Пушнов И.А., генерал-майор (1988—1991) [7]

## Командиры, преподаватели
- Петрашин, Иван Матвеевич (1940-1941)
- Провозин, Валерий Владимирович
- Ревков, Иван Иванович